# Грайфе, Георг
Георг Грайфе (также Грейфе, род. 1906, Москва —1943?) — сотрудник немецкой политической полиции (СД); унтерштурмфюрер СС, Обершарфюрер СС, организатор диверсионно-террористической деятельности против Советского Союза во время Великой Отечественной войны.

## Биография
Уроженец Москвы, сын Эрнста Андреевича Грайфе — инженера-механика, выпускника и преподавателя Императорского Московского технического училища, учредившего техническую контору «Грейфе и Эйнер», затем директора Товарищества Бутырского чугунолитейного и механического завода. После начала Первой мировой войны Эрнст Андреевич был уволен с должности и в 1921 году вместе с семьёй эмигрировал в Германию.
Георг до Второй мировой войны войны был сотрудником так называемого «Русского лектората» в Лейпциге, подчиненного отделу прессы РСХА.
Обершарфюрер СС в сентябре 1938 г.
Руководитель организации «Цеппелин» с конца 1942 г. Разработчик и руководитель ряда проектов по ликвидации высшего советского военного руководства, в частности, попытки убийства Сталина в 1944 году группой П.И.Шило. Инициатор широкого использования русской агентуры. До середины 1942 г. главный технический переводчик, зондеркоманды 600 Военно-технического бюро Управления военной промышленности и вооружения ОКВ (Целендорф-Вест; предместье Берлина).
С июня 1943 г. — начальник зондеркоманды А Цеппелина, затем — начальник зондеркоманды 1 Оберкоманды Русланд Митте (с июля до конца 1943 г. дислоцировалась в Гатчине, затем в Прибалтике) и начальник отдела А этого же органа.

## Семья
Брат — Герман Грайфе (Грейфе, род. 27 октября 1902), после эмиграции в Германию и революции в России работал в Антикоминтерне и с 1923 года состоял в штате Русского научного института в Берлине, автор антисемитской и антисоветской книги «Концентрационные лагеря в Советском Союзе под управлением евреев» (1937).